# Lima Challenger 2001
Il Lima Challenger 2001 è stato un torneo di tennis facente parte della categoria ATP Challenger Series nell'ambito dell'ATP Challenger Series 2001. Il torneo si è giocato a Lima in Perù dall'8 al 14 ottobre 2001 su campi in terra rossa.

## Vincitori

### Singolare
Juan Ignacio Chela ha battuto in finale  Marcos Daniel che si è ritirato sul punteggio di 6–2, 1–0.

### Doppio
Enzo Artoni /  Daniel Melo hanno battuto in finale  José Acasuso /  Martín Vassallo Argüello con il punteggio di 6–2, 1–6, 7–6(7).